# Kara Arslan

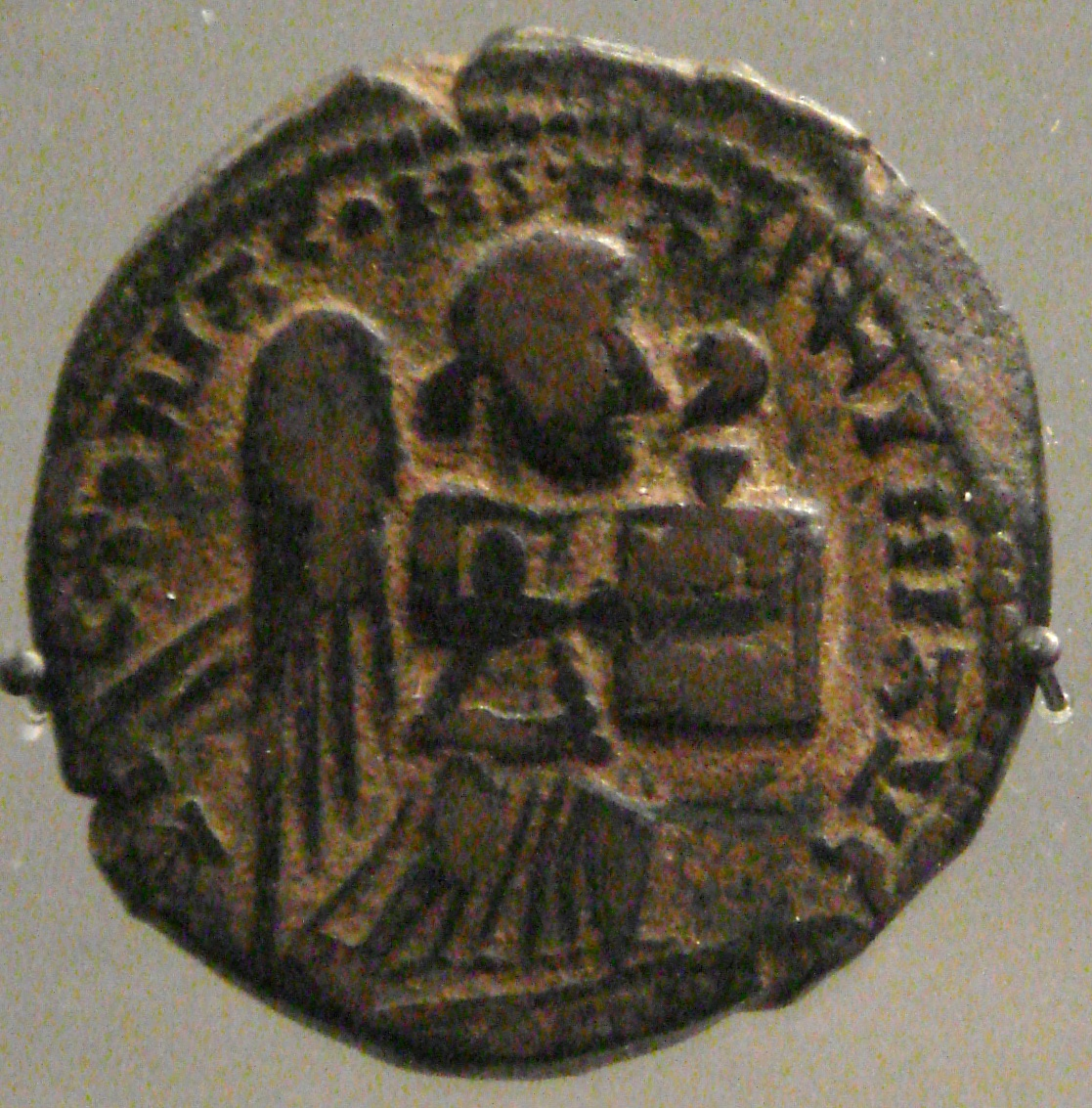
Moneda encunyada per Kara Arslan.

Kara Arslan fou emir ortúkida de Hisn Kayfa i Khartpert, successor del seu pare Rukn al-Dawla Daud el 1144.
A la seva pujada al tron, enfrontat amb l'atabeg Imad-ad-Din Zengi de Mossul que estava en guerra amb el seu pare va intentar una aliança amb el comtat d'Edessa que va fracassar quan Zengi va conquerir la capital i part del comtat. El 1145 Zengi dominava el territori del Buhtan, amb districtes que dividien les possessions de Kara Arslan en dos parts, la de Hisn Kayfa i la de Khartpert, que restaven separades per fortaleses sota control de Zengi.
L'assassinat de Zengi a Kalat Djaba el 1146, i el temps que va passar fins que el seu fill Saif al-Din Ghazi va assegurar la successió li van donar un respir que li van permetre recuperar els territoris perduts. Kara Arslan es va aliar a Timurtash al que com a governant més veterà va reconèixer la preeminència. Timurtash va ocupar Isird el 1146 i la va entregar (1147) a Kara Arslan el que s'interpretà com un reconeixement de la sobirania del segon pel primer, que li concedia un feu.
Nur al-Din va tenir bones relacions amb Kara Arslan i per això Kadjm al-Din Alpi, fill i successor de Timurtash, va voler assegurar la seva posició amb una aliança amb el Shah-i-Armin d'Akhlat; a canvi d'aliança d'aquest va haver de participar en les seves expedicions contra Geòrgia.
Kara Arslan va intentar el 1163 conquerir Amida als Inàlides i els seus visirs Nisànides (1142-1183), però un atac de l'emir de Sivas o Danishmend ho va impedir.
Kara Arslan va morir el 1174 i el va succeir el seu fill Nur-ad-Din Muhàmmad.